# Physocephala atricornis
Physocephala atricornis är en tvåvingeart som beskrevs av Enrico Adelelmo Brunetti 1923. Physocephala atricornis ingår i släktet Physocephala och familjen stekelflugor. Inga underarter finns listade i Catalogue of Life.